# Sure as I'm Sittin' Here
«Sure as I'm Sittin' Here» es una canción compuesta e interpretada originalmente por John Hiatt en su álbum debut Hangin' Around the Observatory (1974). La versión más conocida de la canción es una grabación por la banda estadounidense Three Dog Night. Se publicó en junio de 1974 como el segundo sencillo de su álbum Hard Labor.

## Recepción de la crítica
Un escritor no especificado de la revista Cash Box declaró: “La continuación de Three Dog de su éxito «Show Must Go On» es esta [canción] de pop rock con las increíbles voces y los ganchos ajustados habituales del grupo. La respuesta inicial a este disco, escrito por John Hiatt, parece hacerlo aún más grande que el anterior. Este disco continúa esa excelente tradición iniciada por el grupo hace años de lanzar los mejores sencillos posibles al mercado”. Un escritor no especificado de la revista Record World le otorgó el certificado de “Hit of the Week”, y la calificó como una “melodía manejada vivazmente”.

## Lista de canciones
7-inch single – Dunhill D-15001
1. «Sure as I'm Sittin' Here» (John Hiatt) – 3:07
2. «Anytime Babe» (Larry Weiss) – 3:07

## Posicionamiento

### Gráfica semanal
| Gráfica (1974)                            | Pico de posición |
| ----------------------------------------- | ---------------- |
| Canadá (RPM Top Singles)                  | 18               |
| Estados Unidos (Billboard Hot 100)        | 16               |
| Estados Unidos (Cash Box Top 100 Singles) | 18               |

### Gráfica de fin de año
| Gráfica (1974)           | Pico de posición |
| ------------------------ | ---------------- |
| Canadá (RPM Top Singles) | 168              |